# Distrito de Yoshida (Fukui)
El distrito de Yoshida (吉田郡 Yoshida-gun?) es un distrito localizado en la prefectura de Fukui, Japón. En octubre de 2019 tenía una población estimada de 19.120 habitantes y una densidad de población de 202 personas por km². Su área total es de 94,43 km².

## Localidades
- Eiheiji